# 恩貴
宗室恩貴（1848年9月13日—20世纪？，道光二十八年八月十六日午時－？），原名恩桂，字秀亭。清朝政治人物、宗室，屬盛京正白旗第三族奕字輩。

## 生平
同治十二年（1873年）癸酉科鄉試舉人。
光緒二年（1876年）丙子恩科會試貢士。
光緒三年（1877年）丁丑科補殿試第二甲第七十五名進士出身。以主事候補。後補授宗人府主事。
民國後隱居，卒年不詳。

## 家庭
- 七世祖：輔國慤厚公塔拜（1589年－1639年），清太祖第六子。
- 六世祖：已革輔國公班布爾善（1617年－1669年），塔拜第四子，封輔國公，官至領侍衛內大臣、大學士，因事革爵，以罪處死。
- 五世祖：宗室博禮（1658年－1735年），巴穆布爾善第九子，閑散。
- 高祖父：宗室博庫（1712年－1774年），博禮第十四子，盛京居住。
- 曾祖父：宗室慶穆（1752年－？），博庫第六子，盛京居住。
- 祖父：宗室得清（1773年－1813年），慶穆獨子，盛京居住。

- 父：宗室吉奎（1809年－？），得清第三子，盛京居住。
- 母：石佳氏，吉奎繼室，石城之女。

- 兄：宗室恩普（1840年－？）、宗室恩海（1846年－？），皆盛京居住。

- 正室：李佳氏，李唐之女。無側室。